# One of Those Days (сингл)
«One of Those Days» (с англ. — «В один из таких дней») — четвёртый цифровой сингл Crush 40. Песня повествует о ком-то, у кого был ужасный день. Песня, возможно, является их самой известной и известной песней, которая не использовалась в звуковой игре. Сингл получил в основном положительные отзывы от поклонников, и на данный момент у него было 95566 просмотров на YouTube. Хотя он ещё не использовался в игре Sonic, ходили слухи о том, что он используется где-то в Sonic Forces.
Сингл первоначально должен был выйти 4 июля одновременно с «Rise Again» и «Sonic Youth», однако стал доступен раньше назначенной даты, но позже выхода предыдущих двух синглов. Эта песня, наряду с другими синглами iTunes «Song of Hope», «Sonic Youth» и «Rise Again», были скомпилированы и выпущены в виде мини-альбома под названием «Rise Again».
Сингл можно приобрести в iTunes, YouTube Music и Amazon, а также послушать на Spotify.

## Список композиций
| №  | Название            | Длительность |
| -- | ------------------- | ------------ |
| 1. | «One of Those Days» | 4:30         |

## Участники записи

### Crush 40
- Дзюн Сэноуэ — гитары
- Джонни Джиоэли — вокал

### Приглашённые музыканты
- Такэси Танэда — бас-гитара
- Тору Кавамура — ударные